# ISO 3166-2:ST
کد ISO 3166-2:ST بخشی از استاندارد ایزو ۳۱۶۶ برای کشور سائوتومه و پرینسیپ است که توسط سازمان بین‌المللی استانداردسازی ISO تنظیم شده‌است این سازمان، کدهای استاندارد را برای تقسیمات کشوری (ایالتها یا استانهای) کشورهای فهرست شده در استاندارد ایزو ۳۱۶۶-۱ تعریف می‌کند.
هر کد شامل دو بخش می‌گردد که توسط علامت - جدا می‌گردند.
- بخش نخست ST که در ایزو ۳۱۶۶-۱ آلفا-۲ کد کشور سائوتومه و پرینسیپ است.
- بخش دوم شامل یک یا دو یا سه حرف است که بیان‌کننده استان یا ایالت کشور سائوتومه و پرینسیپ می‌باشد.

## کدها
| Code | Subdivision name |
| ---- | ---------------- |
| ST-P | Príncipe         |
| ST-S | جزیره سائوتومه   |